# 提圖斯
提圖斯·弗拉維烏斯·維斯帕西亞努斯（Titus Flavius Vespasianus，與父親維斯帕先同名，41年（一說為39年）12月30日—81年9月13日），史學家通稱為提圖斯，教會中文作提多王。羅馬帝國弗拉維王朝的第二任皇帝，79年—81年在位。70年，提圖斯以主將身份攻破耶路撒冷，大體上終結了猶太戰役。他经历了三件嚴重災害：西元79年維蘇威火山爆發、80年的羅馬大火與瘟疫。當時他是位受到人民普遍愛戴的皇帝。
提圖斯認為，如果一天沒有幫助他人，那一天就算虛度。

## 生平

### 早年生活
提圖斯於41年出生於羅馬城，當時弗拉維家族仍是羅馬的騎士階級，他是維斯帕先的長子。他從小在宮中受教育，與皇帝克勞狄一世的兒子不列塔尼庫斯友好。身材雖不高大，但卻體格健壯，並有過人的記憶力。他曾與父親一起從軍，擔任過日爾曼和不列顛軍團的司令官，擁有勤勞公正的聲譽。62年他與阿蕾齊雅·特爾圖拉結婚，她去世後他再娶瑪琪雅·富爾妮拉。

### 帝國內戰與猶太戰爭
66年，羅馬的猶太行省爆發大起義，皇帝尼祿派遣維斯帕先率領三個軍團鎮壓。提圖斯以財務官的身份，受父親提拔為軍團指揮官，與父親一同前往。67年，提圖斯攻入猶太北部的塔里卡埃、加馬拉兩城，戰事進入另一階段。
68年夏，羅馬發生騷亂，尼祿自殺，加爾巴受元老院承認為繼任的皇帝。提圖斯受父親指派，到羅馬祝賀新皇即位。在他的路途中，聽聞了羅馬的情勢再度混亂，便立刻折返回到猶太，靜待時局。69年7月，維斯帕先稱帝起兵，戰勝此時的羅馬皇帝維特里烏斯。維斯帕先則留下四個軍團，讓提圖斯繼續留在猶太進行中斷的戰爭。

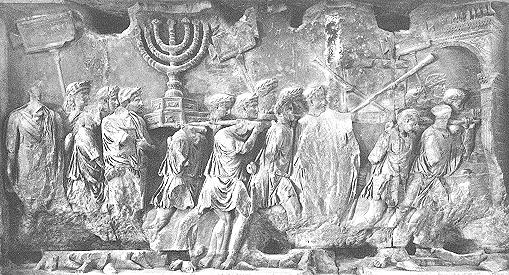
在紀念猶太戰役勝利的提圖斯拱門上，刻有羅馬軍團獲取聖殿裡聖物的殘存浮雕

70年，猶太戰役再度開啟。在提圖斯的圍城與強攻之下，聖城耶路撒冷因為饑饉與疾病，最後終於陷落，聖殿被毀，奮銳黨人士被殘酷屠殺，聖物被當作戰利品送往羅馬。提圖斯留下一個軍團繼續進行餘黨在馬薩達的戰役，自己則於71年在羅馬與父親舉行凱旋式，慶祝這項勝利。

### 與父親共同治理帝國
提圖斯是皇帝父親的重要同僚和護衛者。他與父親共任監察官，與父親共掌保民官特權和七次執政官。提圖斯把國家政務都承攬在自己身上，以父親名義口述信函、起草敕令、宣讀講辭，甚至擔任皇帝的近衛軍長官。
為了保衛皇權，他甚至不惜以專橫與暴虐的手段，秘密派衛隊刺殺有謀叛之虞的人士。先前在內戰中，從敵方陣營投靠而來的將領奧路斯·凱奇那，便被提圖斯以宴會之名邀請而來，但卻被他刺死；雖然提圖斯宣傳破獲了凱奇那的叛亂證據，但卻也由於這種激烈的手法，為他也招來了人民空前的仇恨與恐懼。蘇埃托尼烏斯聲稱：「從來不曾有過哪位皇帝在登上皇位時，像他這樣有負眾望和違背民意的。」
但在後來，人們才發現了他的美德，並給予他更高的讚譽。

### 短暫與充滿災難的帝位
79年，提圖斯在父親病逝後，順利繼任皇帝。他為了公眾輿論，將自己喜愛的猶太公主貝勒妮斯送出羅馬。他慷慨地奉獻錢財與辦盛大的角鬥表演，並興建了公共建築大競技場和浴池。他對司法方面則是崇尚寬和，嚴厲懲罰沒有依據的教唆告密者，規定起訴年限之後不得再為同一事興訟，並且禁止敗訴之後再度重覆控訴。
但就在他的任內（79年8月），坎帕尼亞的維蘇威火山爆發，火山灰甚至將整個龐培城、赫庫蘭尼姆兩城市給掩埋。80年，羅馬城再度發生大火，連續燒了三個晝夜，連大競技場也受到嚴重毀壞。不多久，城中又爆發了「前所未聞」的瘟疫。在這些大災難之中，提圖斯盡力進行救災行動。他選派處理災後事宜的督察官，安置流離失所的災民，並從皇帝金庫中提出自己的錢財，進行救濟與重建工作。他採用了占卜、醫療等手段應付瘟疫，查遍所有的祭祀方法與各式良藥對抗疾病。

### 身故與繼承
為處理災變事故而身體虛弱的提圖斯，回到自己的薩賓地區別墅。81年9月，他在自己父親病故的地方死亡，得年43歲，執政期間為2年2月又20天。他在第二次的婚姻中生有一個女兒尤利婭，但沒有兒子。因此在他死後，由他的同胞弟弟圖密善繼任帝位。

## 評價
在提圖斯擔任皇帝之前，他曾被冠以「第二個尼祿」的惡名。因為當他作為父親維斯帕先皇帝的助手時，他以殘酷手段對抗政敵，並且生活放蕩，經常與朋友徹夜飲宴。他還為了滿足父親的貪財政策，插手各類審理案件、營私舞弊和收取賄賂。
但在提圖斯正式登基之後，他的形象完全轉變。他的施政以寬大和諧為主，尊重人民的財產。他饒恕了兩名著手謀刺他的貴族青年，與民同樂，甚至與人民同到浴場共浴。他的弟弟圖密善可能曾經參與謀反，但提圖斯從未向他下手，反而繼續宣稱圖密善是自己的同僚和繼承人，並私下流淚懇求圖密善能與他相親相愛。在他死後，元老院發起對他的頌揚，並為他冠上「神聖的提圖斯（Divius Titus）」之名。

## 創作
《狄托的仁慈》（La Clemenza di Tito）：莫扎特於1791年完成的歌劇，依據提圖斯寬容的名聲描述了一段羅馬皇帝寬宏大量地成人之美、饒恕謀害自己青年的故事。

## 延伸閱讀
- 蘇埃托尼烏斯《十二帝王傳》

1. ↑  Mary Beard <十二凱撒> P334